# Стюарт, Дугалд
Дугалд Стюарт (1753—1828) — шотландский философ, представитель школы «здравого смысла».
Воспитанием его занимался отец, профессор математики в Эдинбургском университете, пробудивший в нём с раннего детства интерес к изучению математики. Дома он получил и хорошую подготовку к изучению гуманитарных наук. В Эдинбургский университет поступил очень юным и сразу обратил на себя внимание Стевенсона, профессора логики, и Адама Фергюсона, профессора нравственной философии.
В 1771 г. он переехал в Глазго и здесь познакомился с философией основателя школы «здравого смысла» Рида. По смерти отца получил его кафедру математики в Эдинбургском университете. В 1778 г. занял кафедру нравственной философии. Сверх того он читал лекции по самым разнообразным предметам: астрономии, физике, математике, греческому языку, риторике, политической экономии. Почётный член СПб. АН c 29.10.1795.
В 1810 году перепоручил чтение лекций по философии своему ученику, Томасу Брауну.
Не будучи оригинальным философским умом, Стюарт выделялся, главным образом, как талантливый лектор и популяризатор учения Рида. Чтобы понять значение его деятельности, нужно принять во внимание также те условия, при которых в Англии происходила в конце XVIII в. разработка философских проблем. Это время совпадает с эпохой французской революции. В английском обществе наступила реакция против «french principles»; цензурные кары, шпионство и аресты процветали. Свободная философская мысль была совершенно подавлена.
Этому благоприятствовала, начиная с девяностых годов, разобщенность англичан с континентом, вследствие которой образованнейшим англичанам долгое время философский переворот, произведенный в 1781 г. появлением «Критики чистого разума», оставался совершенно неизвестным. Стюарт полагал, что ни материи, ни духа самих по себе мы познать не можем, но должны принять на веру самостоятельное друг от друга существование и того, и другого; таким образом, его можно назвать гипотетическим дуалистом.
В основании нашего познания лежат некоторые положения, которые недоказуемы, но должны быть приняты на веру; они соответствуют тому, что Рид называл естественными внушениями. Стюарт называет их основными законами веры (fundamental laws of belief): сюда относятся:
- математические аксиомы;
- истины, метафизические или трансцендентные, связанные с сознанием, восприятием, памятью и мышлением; таковы тождество личности, постоянство законов природы, реальность внешнего мира.

Стюарт несколько сократил длинный список самоочевидных истин Рида, но не разъяснял неполноту этого списка. Вообще он чувствовал необходимость новой постановки вопросов теории познания, которая давала бы возможность преодолеть скептицизм Юма; но он не в состоянии разрешить непосильную для него проблему.
Вопрос, поднятый Кантом, как возможны синтетические суждения в математике, занимал и Стюарта. Из факта синтетичности математического знания он был, однако, не в силах извлечь те плодотворные выводы, которые привели Канта к перестройке всей теории познания. Стюарт осуждал критический дух своей эпохи, усматривая в нём отголоски схоластических споров об основах познания; эти основы, по его мнению, сами по себе очевидны и не нуждаются в проверке.
Главное сочинение Стюарта: «Elements of the philosophy of the human mind» (1-й т. — 1792, 2-й — 1814, 3-Й — 1827), не представляя продуманной и оригинальной философской системы, изобилует отдельными интересными психологическими замечаниями. Он живо интересовался эмпирической психологией; в его сочинениях можно найти немало любопытных психологических наблюдений. Им написаны ещё: «Outlines of moral philosophy» (1795) и «Philosophical Essays» (1810).